# Théâtre de Saint-Pierre
Le Théâtre de Saint-Pierre, appelé aussi Salle de la Comédie, était le centre intellectuel et artistique des Antilles jusqu'en mai 1901, installé à l'angle des rues Victor-Hugo et du Théâtre dans le quartier du Centre à Saint-Pierre. Détruit par l’éruption de la montagne Pelée du 8 mai 1902, ses ruines sont aujourd'hui un monument historique et un point d'attrait touristique de la ville.

## Histoire
Le théâtre fait l’objet d’un engouement considérable dans la société française du XVIIIe siècle qui finit par atteindre également les colonies françaises à la fin du siècle. À la Martinique, la nécessité d’un théâtre permanent à Saint-Pierre s’impose progressivement comme un élément incontournable dans une ville digne de ce nom, dont l'enrichissement dans le commerce du sucre permet une politique d'amélioration urbaine. Ainsi, Sainval, un négociant de Saint-Pierre, adresse en 1780 un mémoire aux autorités coloniales pour les convaincre d’établir un théâtre : « Les créoles qui s’abâtardissent sensiblement chaque jour ont puisé dans le spectacle tout à coup l’énergie, le goût et l’ardeur de s’instruire… Les habitants de couleur ont perdu leur barbarie… À l’aide du spectacle, on verra dans peu d’années les habitants de la Martinique ne plus se différencier des Européens que par leur climat. »
Le premier théâtre de Saint-Pierre, né d'une initiative privée de quatre négociants pierrotins (Pierre Fourn, Durana, Joyau et Mignard), est construit le long de la Grand Rue dans le quartier du Fort Saint-Pierre. Il est dessiné sur le modèle du grand théâtre de Bordeaux suivant la légende urbaine. Toutefois, selon ses proportions et son échelle architecturale, il est de dimensions beaucoup plus réduites que celui de la cité bordelaise. Il en va de même pour sa décoration et dans le traitement de l'ordre monumental qui est mis en œuvre sur sa façade principale. Il est l'orgueil des Pierrotins et offre dès l'origine à son public toujours fidèle et enthousiaste un répertoire très varié en matière de spectacle joué par des troupes de qualité. Les deux premières représentations données au théâtre sont Le Pouvoir du zèle de Joseph Patrat (1779) et Le Jugement de Midas d'André Grétry (1778), pièces les plus appréciées à l'époque. Les pièces des auteurs célèbres du moment sont également à l'affiche comme Le Barbier de Séville et Le Mariage de Figaro de Beaumarchais, celles d'Alexandre Duval, d'Offman, de Patral, de Jean-Nicolas Bouilly, dont les six pièces sont représentées, et surtout de Michel-Jean Sedaine avec Le Déserteur. Opéras, ballets, acteurs, troupes de renommée internationale s'expriment sur la scène de la salle de la Comédie où l'on donne aussi parfois des danses d'esclaves avec la participation d'éléments mis gracieusement à la disposition du maître de ballet par les habitants de Saint-Pierre. Les spectateurs du théâtre sont essentiellement constitués de citadins et d’habitants proches de Saint-Pierre, de planteurs aisés des campagnes plus éloignées possédant des logements en ville, de certains militaires stationnés sur place, ainsi que d’autres appartenant à des escadres navales. Les esclaves présents dans le public accompagnent leurs maîtres en tant que domestiques. De la confrontation du public au répertoire livré par les troupes qui se succèdent au théâtre de Saint-Pierre, sont issues la musique et la danse créoles qui émergent simultanément.
En septembre 1789, un jeune homme ose assister à une représentation au théâtre de Saint-Pierre avec un chapeau portant une cocarde tricolore. De cet incident démarrent les discordes révolutionnaires entre patriotes et royalistes pierrotins qui réduisent très nettement l'activité théâtrale.
L'ouragan de juillet 1813 endommage considérablement le bâtiment qui est restauré et voit sa salle refaite à l'italienne, au même emplacement que la précédente, pour accueillir plus de 800 personnes, ce qui est très important pour l’époque. Il rouvre ses portes comme théâtre de la ville le 31 décembre 1817 pour son inauguration. Le théâtre est alors considéré par un voyageur en transit de France vers la Guadeloupe comme le seul édifice remarquable de la ville. Lieu par excellence de l'exhibition sociale, la salle de théâtre à l’italienne permet une compartimentation du public en des espaces distincts et distants en fonction de la race et de la catégorie sociale (loges superposées pour les blancs créoles, parterre pour les mulâtres, paradis pour les esclaves qui accompagnent leurs maîtres en tant que domestiques) et donne une représentation de la hiérarchie sociale de Saint-Pierre. 
Le théâtre est fermé en 1830 par les autorités en raison de troubles lors d’une représentation théâtrale. De jeunes blancs créoles avaient accusé un magistrat de rendre justice aux mulâtres contre leurs propres intérêts en l’invectivant à plusieurs reprises et en créant le trouble aux abords du théâtre. Les dégâts occasionnés par l'ouragan du 11 août 1831 entraînent à nouveau de profondes modifications sur le bâtiment en 1831-1832 qui est remanié. Il rouvre ses portes en 1836 et s'ouvre en même temps aux gens de couleur. En effet, son nouveau directeur, Chauvet, souhaite que les places soient désormais attribuées en fonction du prix payé et non du préjugé de couleur ou de la position sociale. Réticentes, les autorités finissent par lui donner leur accord en menaçant de fermer le théâtre au premier incident, ce qui ne se produisit jamais. 
Des spectacles et des concerts sont donnés au théâtre par des troupes locales ou de métropole venues de France pour la saison. Les pièces des auteurs locaux sont également représentées, comme Le prince de Modène ou la Martinique en 1748 jouée le 22 et le 15 avril 1847. De nombreux comédiens célèbres s'y produisent. C'est là que se déroule également le grand bal de clôture du carnaval. Il est aussi un lieu de débats et d'échanges et de rassemblements politiques. Ainsi, de nombreux orateurs viennent y haranguer le public pendant la période politiquement agitée qui suit l'abolition de l'esclavage en 1848.
Le terrible ouragan du 18 août 1891 qui dévaste Saint-Pierre rend le théâtre inutilisable. Il ferme ses portes et durant sa restauration, les représentations théâtrales se tiennent dans le grand salon de l'Hôtel de ville de Saint-Pierre, mis à disposition par le maire. Soigneusement réparé, le théâtre rouvre ses portes au mois de décembre 1900, après d'importants travaux et apparaît comme le plus bel édifice du genre de toutes les Antilles. Malgré une brillante saison et un répertoire de première qualité où se succèdent La Traviata, Faust, Le Trouvère, Robert le Diable, La Belle Hélène, Mamz’ elle Nitouche, Roger-la-Honte, Les deux gosses et Latude ou la prise de la Bastille, le théâtre de Saint-Pierre est en butte à des difficultés financières dues aux importants emprunts que le directeur avait contractés pour réaliser dignement sa rénovation et sa réouverture. Même les subventions de la ville et de la colonie s'avèrent insuffisantes. L'affaire n'est plus rentable et de graves différends éclatent entre le directeur et plusieurs éléments de la troupe. La troupe se disloque, le directeur est déclaré en faillite et le théâtre ferme définitivement ses portes en mai 1901. Alors que les amateurs de spectacle attendent confiants qu'un homme d'affaires avisé, soutenu par les pouvoirs publics, prenne en main la direction du théâtre, l’éruption de la montagne Pelée du 8 mai 1902 le détruit presque complètement. 

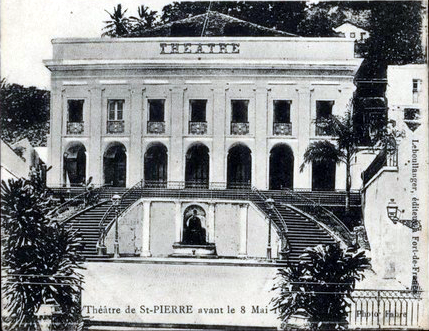
Le théâtre de Saint-Pierre en 1900.
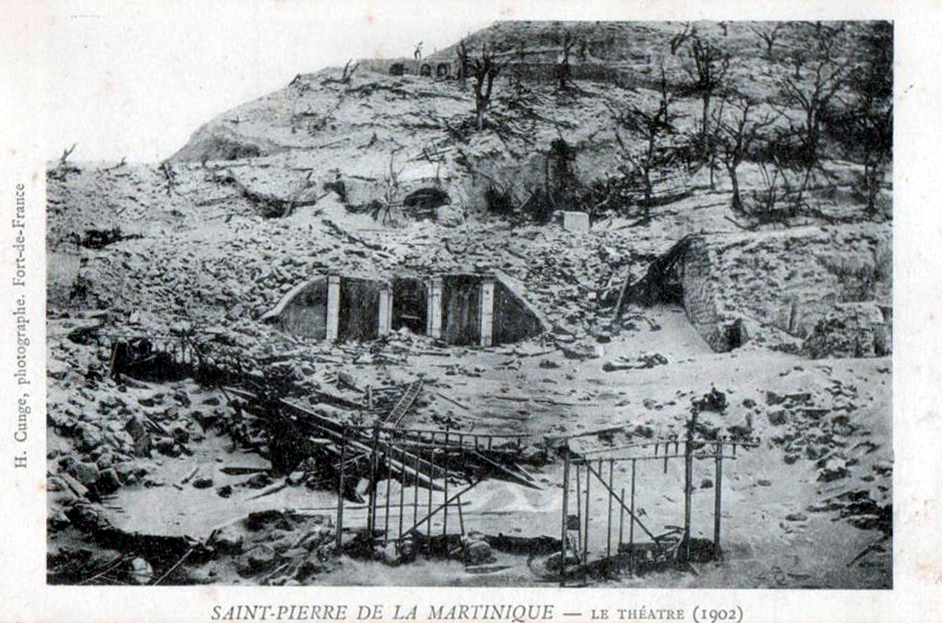
Ruines du théâtre le 10 mai 1902.
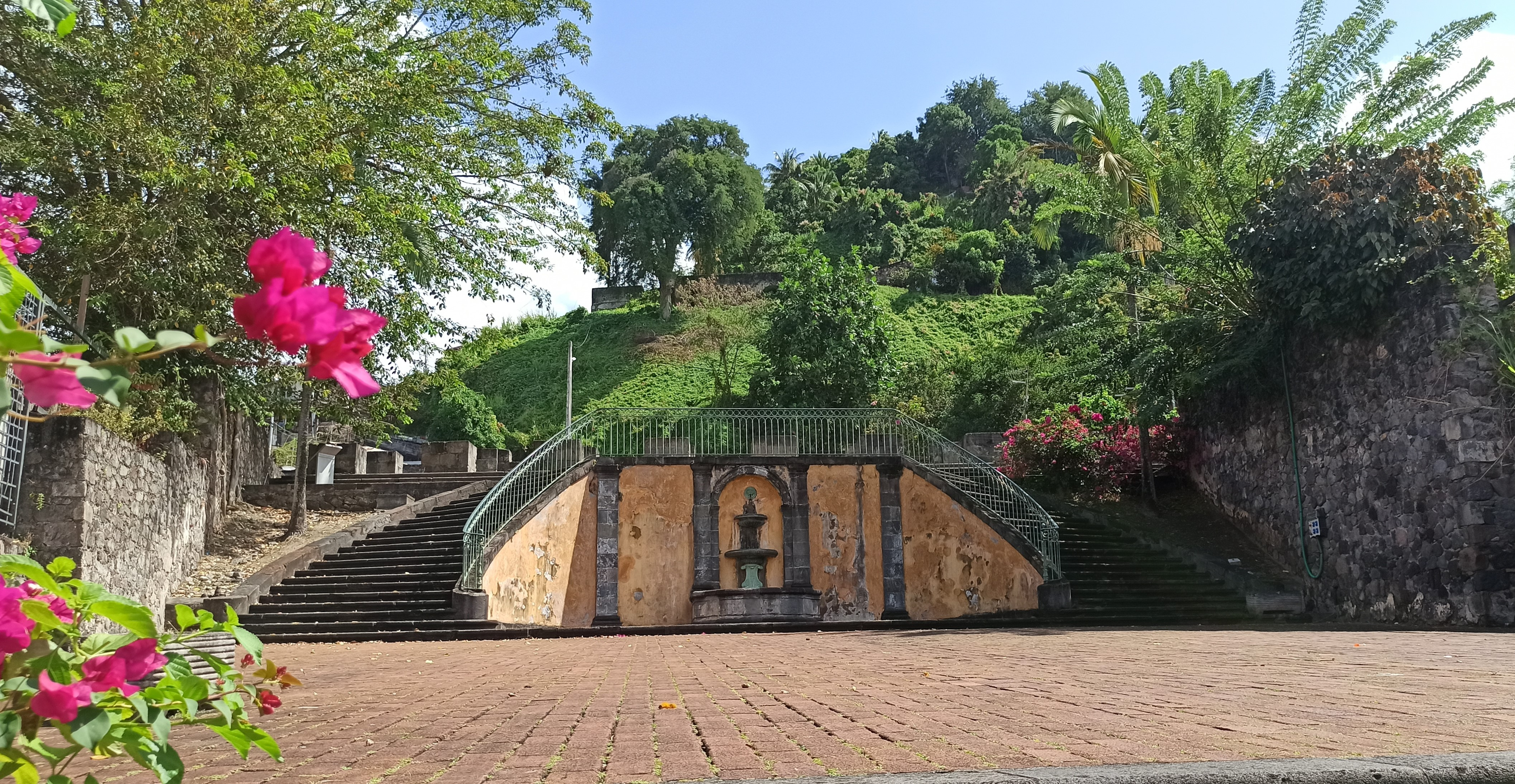
Les vestiges du théâtre en février 2020

Le théâtre de Saint-Pierre est le premier édifice de l'ancienne cité créole dégagé en 1935 dans un but patrimonial, c’est dire l’importance qu’il revêtait dans la mémoire collective. Ses ruines ne laissent subsister de son époque de gloire que ses deux escaliers avec une fontaine centrale, l'emmarchement, les piliers de la façade, la fosse d'orchestre, le passage pour les fauteuils d'orchestre et une petite rue extérieure. Il est classé au titre des monuments historiques par arrêté du 12 décembre 1996.

## Direction
- Louis-François Ribié : 1816 - 1830
- Charvet : 1836 - 1850
- Eugène Peronne : 1850 - mai 1901

## Description

### Avant le8 mai 1902
L'accès au théâtre se fait depuis la rue Victor-Hugo par une large entrée fermée d'une grille en fer forgé donnant sur un premier escalier rectiligne aux larges marches faites de solides pierres de taille du Prêcheur bordées de quatre rampes, qui conduit à un grand perron d'où s’élèvent les deux rampes courbes symétriques du majestueux escalier en fer à cheval menant à la terrasse du péristyle où s’ouvrent portes et guichets. Le mur de soutènement de cette dernière terrasse, encadré par les deux volées d'escalier, est flanqué, du côté du perron, de quatre pilastres et percé en son centre d'un arc en plein cintre avec une fontaine murale en forme de tête de sphinx à jet d'eau et cascade. 
La façade extérieure du théâtre est rythmée par huit grands pilastres ioniques encadrant sept arcades en plein cintre au rez-de-chaussée surmontées de sept fenêtres rectangulaires à l'étage décorées de garde-corps en fer forgé. Une architrave, une corniche et un parapet couronnent l'ensemble dans le style néoclassique. Le péristyle, formé par deux rangées de huit piliers, s'ouvre sur le vestibule du rez-de-chaussée dallé de marbre noir et blanc et dont la partie centrale donne accès aux premières loges et au Foyer du public par un vaste escalier recouvert de carpettes, tandis que deux portes latérales conduisent par d'étroits escaliers en colimaçon aux secondes loges puis au parterre et au paradis.
La salle de spectacle, achevée en 1817, est conçue à l'italienne, en fer à cheval, et peut accueillir 800 personnes, voire 1000 selon d'autres sources. Un grand lustre et des lampadaires l'illuminent richement. Elle comprend un parterre en pan incliné entouré de loges (Baignoires) desservies par un couloir passant à l'arrière et surmontées de deux autres niveaux de loges, dont le tiers est réservé aux "gens de couleur libres", et une galerie pour les esclaves. La scène immense, à l'avant de laquelle se trouve la fosse d'orchestre, est prévue pour des représentations de grands spectacles. Les coulisses et les loges des acteurs sont situées de chaque côté de la scène. De chaque côté de la fosse d'orchestre se trouvent les loges d'honneur encadrées par des caryatides. Les murs tapissés sont agréablement décorés par des ouvriers locaux. Les décors et les tableaux sont pour la plupart l'œuvre de M. Osenat, professeur de dessin, de M. Fulconis, sculpteur, et de l'artiste Chapuis, précédemment décorateur du Grand Opéra de Paris. Une coupole surmonte l'édifice, des médaillons décorés par des mains habiles s'encadrent de la façon la plus heureuse dans des rosaces et autres dessins harmonieux.
Le théâtre possède également des dépendances luxueuses et confortables, tel le grand café de la comédie, vaste et bien décoré, qui possède un billard au rez-de-chaussée et un salon au 1er étage où l'on trouve des journaux de Paris, de Londres, de la Guadeloupe et de la Martinique. À côté du café se trouvent les bains de la comédie dont les cabines comprennent douze baignoires en marbre en forme de gondoles éclatantes et commodes.

### Les ruines

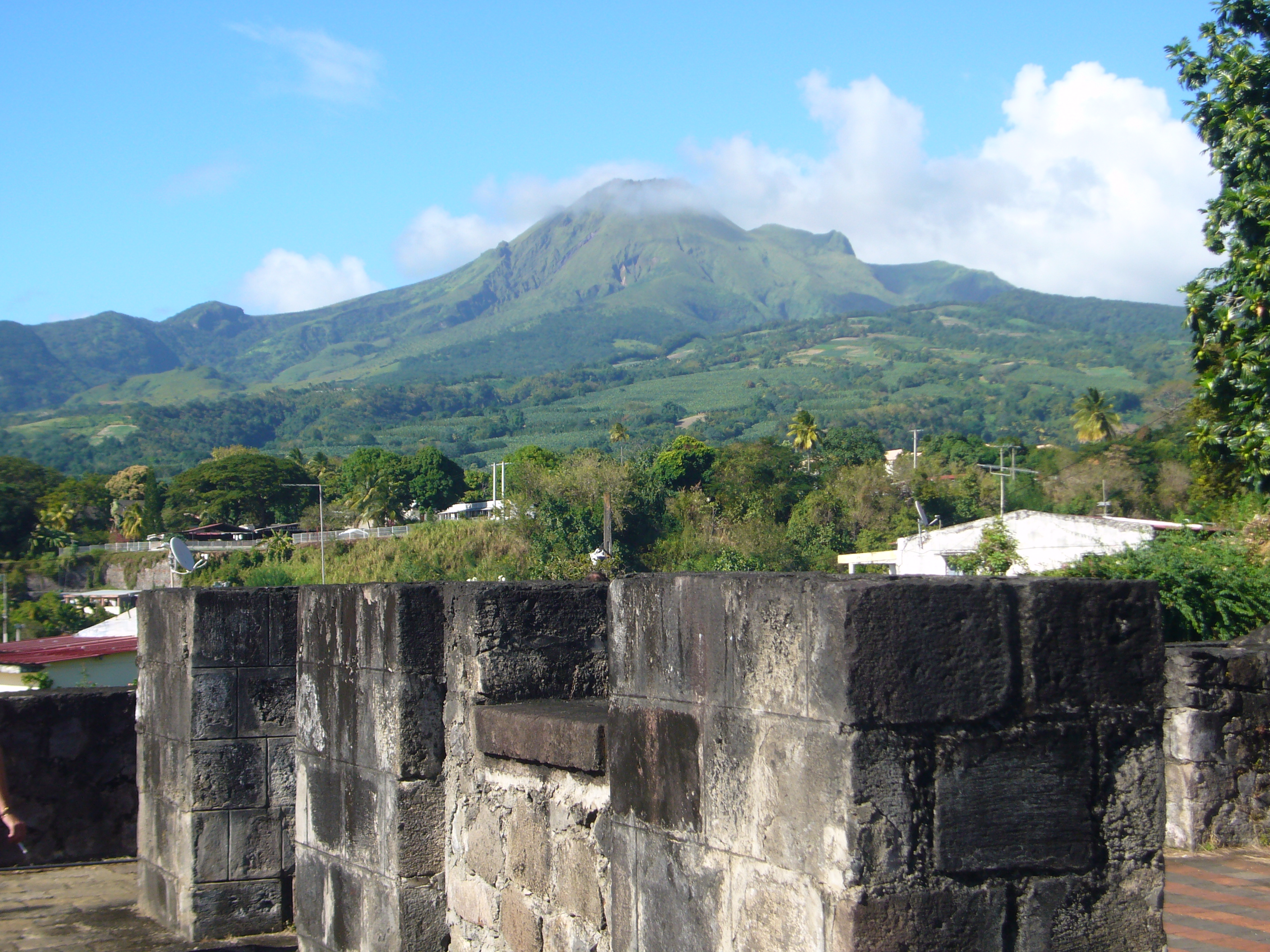
Ruines des piliers du péristyle du théâtre.

Aujourd'hui, des ruines de ce monument de Saint-Pierre, sont visibles au premier plan une première série d'emmarchement située sur le trottoir de la rue Victor Hugo donnant accès au théâtre. Subsistent à ce niveau également, les rails de guidage de l'énorme grille qui protégeait l'entrée de l'édifice. Une large volée droite de treize marches conduit au second plan où se trouve un perron pavé de briques rouges. Tout au fond, il y a une fontaine sous un arc en plein cintre encadré de pilastres. Les deux dauphins en bronze par lesquels coulait l'eau s'y trouvent encore. De part et d'autre de cette fontaine, un escalier en pierre, en forme de fer à cheval conduit au niveau sur lequel s'élevait le théâtre. La rampe de cet escalier n'existe plus mais des traces subsistent des deux rangées de huit piliers qui constituaient le hall d'entrée du bâtiment. Le vestibule dallé de marbre noir et blanc est encore visible au sol ainsi que le parterre en plan incliné et dessinant un demi-cercle autour duquel se trouvaient les loges. La fosse d'orchestre située à l'avant-scène est tout autant que la scène elle-même, un élément visible, ainsi que le passage pour les fauteuils d'orchestre et une petite rue extérieure. Le théâtre de Saint-Pierre témoigne de la richesse de la ville et de sa vie culturelle.
Il est à remarquer également, dans un coin de la terrasse supérieure des ruines du théâtre, une statue en roches volcaniques postérieure à la catastrophe, symbolisant «Saint-Pierre renaissant de ses cendres», sculptée par Madeleine Jouvray, collaboratrice de l'atelier d'Auguste Rodin, qui l'a offerte à la ville en 1928. Cette statue était initialement installée sur la place Bertin, devant la halle du marché.